# Pawłów (gromada w powiecie iłżeckim)
Pawłów – dawna gromada, czyli najmniejsza jednostka podziału terytorialnego Polskiej Rzeczypospolitej Ludowej w latach 1954–1972.
Gromady, z gromadzkimi radami narodowymi (GRN) jako organami władzy najniższego stopnia na wsi, funkcjonowały od reformy reorganizującej administrację wiejską przeprowadzonej jesienią 1954 do momentu ich zniesienia z dniem 1 stycznia 1973, tym samym wypierając organizację gminną w latach 1954–1972.
Gromadę Pawłów siedzibą GRN w Pawłowie utworzono – jako jedną z 8759 gromad na obszarze Polski – w powiecie iłżeckim w woj. kieleckim, na mocy uchwały nr 13k/54 WRN w Kielcach z dnia 29 września 1954. W skład jednostki weszły obszary dotychczasowych gromad Bukówka, Pawłów i Warszówek oraz kolonie Ryszowiec i Zbrza z dotychczasowej gromady Pokrzywnica ze zniesionej gminy Rzepin, a także kolonia Jawór Opatowski z dotyczczasowej gromady Jawór ze zniesionej gminy Tarczek w tymże powiecie. Dla gromady ustalono 17 członków gromadzkiej rady narodowej.
31 grudnia 1959 do gromady Pawłów przyłączono obszar zniesionej gromady Kałków w tymże powiecie.
31 grudnia 1961 do gromady Pawłów przyłączono wsie Broniewice, Jamy i Szeligi oraz kolonie Szeligi Górne i Szeligi Dolne ze zniesionej gromady Boleszyn w powiecie opatowskim.
1 stycznia 1969 do gromady Pawłów przyłączono obszar zniesionej gromady Rzepin.
Gromada przetrwała do końca 1972 roku, czyli do kolejnej reformy gminnej. 1 stycznia 1973 w powiecie iłżeckim (9 grudnia 1973 przemianowanym na starachowicki) utworzono gminę Pawłów (jednostka o nazwie gmina Pawłów istniała także przejściowo pod okupacją hitlerowską).